# Les Sept Cités de Cibola (Carl Barks)
Pour les articles homonymes, voir Les Sept Cités de Cibola.
Les Sept Cités de Cibola (The Seven Cities of Cibola) est une histoire en bande dessinée de Carl Barks, publiée en septembre 1954. Elle met en scène Donald Duck, son oncle Balthazar Picsou et ses neveux Riri, Fifi et Loulou.

## Synopsis
Picsou essaie désespérément un nouveau moyen de gagner honnêtement de l'argent. Soudain, il croise Donald et ses neveux, partant chercher des pointes de flèches amérindiennes dans le désert, pour ensuite les revendre. Le milliardaire décide alors de les accompagner dans leurs recherches. Sur place, alors qu'ils sont perdus dans une tempête de sable, ils tombent sur une ancienne piste longeant une mesa. Près de là, ils découvrent une poterie renfermant des bijoux en or très anciens. Se rendant dans la ville la plus proche (située dans le comté de Riverside), un expert leur apprend que ce trésor provient des mythiques sept cités d'or de Cibola, que nul n'a jamais retrouvé. Apprenant cela, les canards repartent dans le désert, bien décidés à les découvrir, tandis que les Rapetou, ayant vent de leurs découvertes, les suivent discrètement...

## Fiche technique
- Code Inducks : W US 7-02
- Éditeur : Dell Comics.
- Titre en anglais : The Seven Cities of Cibola, donné en 1967 (l'histoire n'avait pas de titre à l'origine, comme nombre d'autres de Barks écrites à la même époque).
- Titre en français : Les sept cités de Cibola est le titre le plus courant et le plus proche du titre original ; l'histoire s'est aussi appelée : Donald et le trésor des sept cités, Donald et le trésor des Sept Cités, Les 7 cités de Cibola.
- 28 planches.
- Auteur et dessinateur : Carl Barks.
- Encrage : Carl Barks, Garé Barks
- Date de première publication : septembre 1954

- Première publication en France : Les aventures explosives de Donald (Grands albums cartonnés Le Livre de Paris/Hachette 4), 1976[1]

## Dans l'œuvre de Barks
Cette histoire, première chasse au trésor de Picsou, constitue le prototype d'un style d'histoire récurrent, mettant en scène l'homme d'affaires à la recherche de trésors perdus. Ce style sera repris par différents auteurs tels que Don Rosa. De même qu'elle inspira l'esprit de la série La Bande à Picsou de 1987, ainsi que celui du film La Bande à Picsou, le film : Le Trésor de la lampe perdue.
Il s'agit aussi de la première rencontre entre Picsou et Géo Trouvetou, très brève. En effet, ces deux personnages n'avaient jusqu'ici vécu que des aventures séparément et ce n'est que par la suite qu'ils seront amenés à se revoir dans des histoires communes. Il est à noter qu'ici, l'inventeur a gagné en réputation dans tout Donaldville, n'étant plus seulement le bricoleur farfelu et catastrophique de ses premières apparitions.

## Allusions culturelles
Les sept cités de Cibola sont de légendaires cités d'or, faisant partie des nombreux sites mythiques du continent américain censés regorger de richesses, tels que l'Eldorado, Païtiti ou la mine d'or du Hollandais perdu. Ces cités ont pour origine une légende remontant à l'occupation de la péninsule Ibérique par les Maures (Al-Andalus). Sept évêques de Mérida en Espagne, craignant d'être pillés et tués, auraient quitté les lieux, emportant avec eux leurs richesses. Puis, ils auraient traversé l'Atlantique et auraient et atteint les Amériques, avant Christophe Colomb. Là-bas, ils auraient fondé plusieurs cités, tirant profit de la découverte d'or et de pierres précieuses présents sur place pour la construire. Cette légende attira nombre d'expéditions, en particulier de la part de conquistadors. Ainsi, le moine franciscain Marcos de Niza aurait découverte ces cités et sur ses indications, Francisco Vásquez de Coronado parti à leur recherche. Mais ce dernier s'aperçut avoir été berné et qu'il ne s'agissait que de villages Zuñi, dans l'actuel État du Nouveau-Mexique.
L'idée de cette histoire est venue à l'esprit du bédéiste grâce à des échanges avec son ami Al Koch, qui lui fournit de précieux renseignements. Celui-ci dirigeait alors le bureau d'aide sociale d'Indio, dans le comté de Riverside, en Californie. En guise de remerciement, il est d'ailleurs représenté dans l'histoire dans son propre rôle à la planche 12, en train de virer les Rapetou venus lui quémander de l'aide pour la énième fois. Même le toponyme de Riverside figure sur la plaque du bureau, dans la version originale. Al Koch conduisit Barks vers un promontoire de Thousand Palms et lui montra l'ancienne piste amérindienne. Le soir même, les deux hommes développèrent le scénario de l'histoire, autour de bonnes rasades de bière et de bourbon. Celle-ci ne devait à l'origine compter que dix pages. Mais l'auteur entendit dans un restaurant le dialogue d'un vieux rancher expliquant qu'un bateau aurait été découvert un an plus tôt, perdu dans des circonstances mystérieuses dans les sables du désert. Ce récit est lié à une légende urbaine, nommée « Lost Ship of the Desert (en) ». Elle est reprise régulièrement avec tout le sérieux du monde par les journaux, connaissant chaque fois de nouvelles versions. Ces éléments nouveaux donna envie au bédéiste de prolonger son aventure en les y incluant.
Au fil de l'histoire, les canards découvrent bel et bien un galion perdu dans les sables, qui fut dirigé par Francisco de Ulloa, dont ils trouvent le journal. Explorant l'actuel Mexique pour le compte d'Hernán Cortés, il partit de la Péninsule de Basse-Californie, pour ne jamais revenir. Il explorait alors l'embouchure du Colorado, dans le Golfe de Californie, à la recherche des cités. Dans le journal, il est dit que lors d'une dernière tentative sur le fleuve, une grande marée surprit son équipage et le porta sur plus de quarante lieues en amont du cours d'eau. Puis, un séisme souleva la rivière et transporta le navire très loin vers l'est, pour l'échouer sur une dune. Non loin de là se trouvent les cités au fond d'un canyon, pavées d'or, remplis d'opales, de saphirs, de rubis et d'émeraudes.

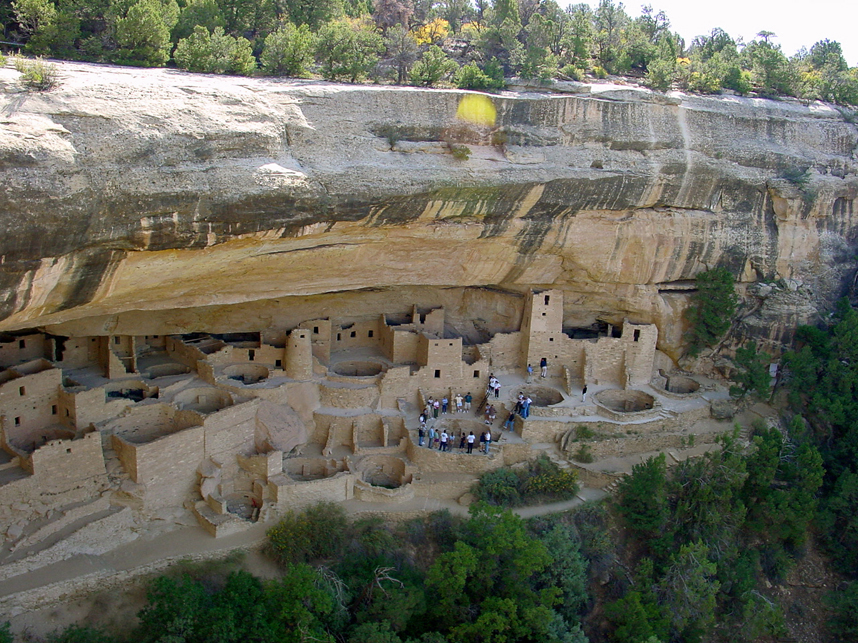
Mesa Verde, Cliff Palace

Plusieurs sites ont inspiré Barks pour la représentation des sept cités. C'est en particulier le cas des habitations troglodytiques du Parc national de Mesa Verde, situé dans le sud-ouest du Colorado (États-Unis). Bâties sous les falaises du canyon, elles furent habitées par les Anasazis (les actuels Pueblos), qui occupèrent la région entre les VIe et XIVe siècles. Le parc de 211 km2 compte au moins 4400 sites, dont les plus célèbres sont Balcony House et surtout Cliff Palace, qui comporte plus de 150 pièces (dont des kivas) et pouvait abriter au moins 100 personnes.

## Références à cette histoire dans d'autres œuvres

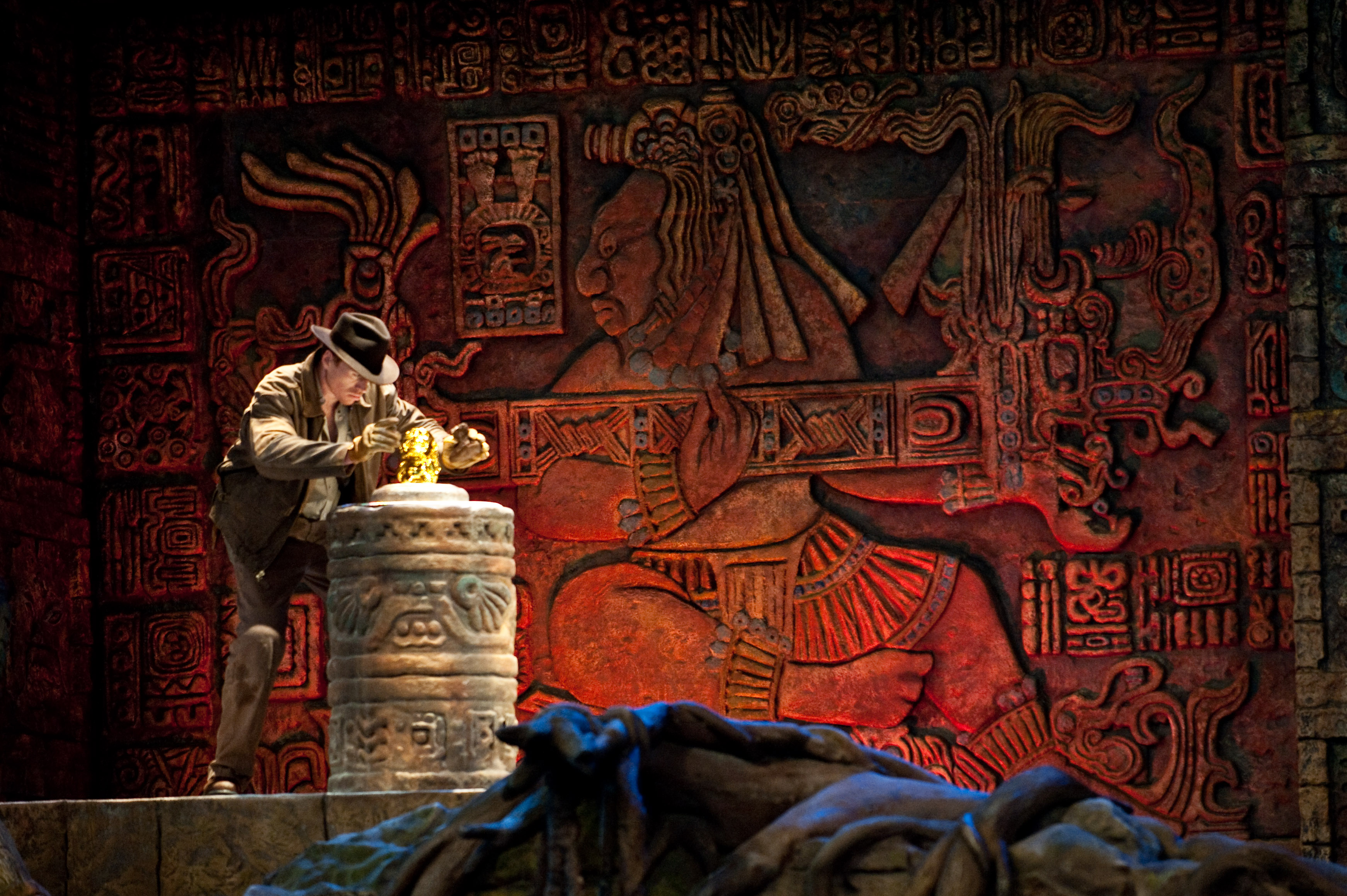
Reconstitution de la scène d'ouverture du film lors du spectacle Indiana Jones Epic Stunt Spectacular! à Disney's Hollywood Studios.